# Composizioni di Louis Durey

Durey nel 1930.

Lista delle composizioni di Louis Durey (1888-1979), ordinate per genere.

## Musica vocale

### Coro o ensemble vocale
- 1914, Due Choeurs (Poesie di Charles d'Orléans e Henri di Régnier), coro a cappella
- 1916-1917, Éloges (Poesie di Saint-Léger) per quartetto vocale e orchestra da camera [opus 8a] (revisione del 1962)
- 1926, Tre Choeurs (Poesie di Mallarmé, Paul Valéry, Tailhade) coro a cappella
- 1933, Prière per dormir heureux (poesia di M. Fombeure) coro e pianoforte
- 1947, Aux Armes (Poesie d'A. Wazyk)  coro e pianoforte
- 1948, Tre Chansons musicales (Federico García Lorca), coro a cappella
- 1951, 4 Chants per l'U. J. R. F. (Poesie di Gaucheron) coro e orchestra
- sd., La Grotte aux Glaçons (poesia di Guillevic), petite cantata a tre a cappella

### Solista e pianoforte (o orchestra)
- 1914, L'Offrande Lyrique (6 Poesie di Tagore), canto e pianoforte
- 1916, Le Navire (poème d'André Gide) canto e orchestra
- 1916, Le Voyage d' Urien (3 Poesie di A. Gide) canto e pianoforte
- 1918, Épigrammes di Théocrite, Parigi 1918, canto e pianoforte (éditions Durand)
- 1918, Tre Poesie di Pétrone, canto e pianoforte (éditons Durand)
- 1918, Images à Crusoe (poesia di Saint-Léger) canto e orchestra da camera o pianoforte
- 1918, Inscriptions sur un oranger (poesia di Parny) canto e pianoforte, (édition Chester,  Londra, 1918)
- 1918, Judith, dramma in 1 atto per solista e pianoforte (testo di F. Hebbel tradotto da Gallimard e P. di Lanux; 1918)
- 1919, Chansons basques (Poesie di Jean Cocteau), canto e orchestra da camera
- 1919, Six Madrigaux di Mallarmé, canto e orchestra da camera
- 1920, Le Printemps au fond di la mer(poesia di Cocteau), canto e orchestra da camera
- 1921, Le Bestiaire (26 Poesie di Apollinaire) canto e pianoforte, (édition Chester, Londra 1921)
- 1921, Tre Poesie di Paul Valéry, canto e pianoforte
- 1922, Tre Poesie di Remy de Gourmont, canto e orchestra da camera
- 1922, cantata da La Prison (poesia d'Apollinaire), canto e orchestra
- 1931, Vergers (7 Poesie di R. M. Rilke)  canto e pianoforte
- 1935, Quatre Stances (Poesie di Jean Moréas) canto e pianoforte
- 1944, Quatre Poesie di Minuit (Poesie di Gabriel Audisio) canto e pianoforte
- 1947-1952, Chansons populaires sur des Poesie di Seghers, Fréville, Guilleville, Moussinac, Marcenac
- 1949, La Guerre e la Paix (poesia di J. Févril) cantata per solisti, coro o orchestra
- 1949, La Longue Marche (testo di Mao Tse Tung) cantata per solisti, coro o orchestra
- 1949, Paix aux Hommes par millions (testo di Majakovskij) cantata per solisti, coro o orchestra
- 1950, Une femme du Sud chante (testo di Langston Hughes) canto e pianoforte
- 1950, Grève di la Faim (poesia di Nazım Hikmet) canto e pianoforte
- 1951, Due Poesie d'Ho Chi Minh, canto e pianoforte
- 1952, Cantata à Ben Ali (testo di Fontenelle) cantata per solisti, coro o orchestra
- 1952, Tre Poesie di Paul Éluard, canto e orchestra

## Pianoforte
- 1917, Carillons e Neige per pianoforte a 4 mani
- 1917, La Sirène per pianoforte (anche per orchestra)
- 1917, Scènes de cirque per pianoforte
- 1917, Tre quartetti d'archi (n° 1, éditions La Sirène, Parigi 1917 ; n° 2, éditions La Sirène Parigi 1922)
- 1919, Romance sans paroles per pianoforte (da "Album des Six", éditions Demetz, Parigi 1919)
- 1920, Tre Préludes per pianoforte
- 1921, Due Études per pianoforte
- 1924, Dix Inventions per pianoforte (éditions Heugel, Parigi 1924)
- 1926, Tre Sonatines per pianoforte (n° 1, édition Heugel, Parigi 1926)
- 1928, Nocturne in Ré b per pianoforte (édition Chester, Londra 1928)
- 1951, Dix Basquaises per pianoforte
- 1953, Six Pièces de l'Automne 53

1. Modéré, très expressif
2. Bien modéré
3. Expressif et concentré
4. Allant
5. Modérément animé
6. Majestueux

## Musica da camera
- 1919, Trio in fa minore per violino, viola e violoncello
- 1925, Sonatine in fa minore per flauto e pianoforte (éditions Schneider, Paris 1925)

## Musica per il teatro
- 1923, L'Occasion (libretto di Pr. Mérimée), comédie lyrique in 1 atto
- 1933, musica di scena per L'Intruse di Maeterlinck
- 1945, musica di scena per Feu di la Mère di Madame di Feydeau
- 1952, musica di scena per Le Colonel Forster plaidera coupable di Roger Vailland

## Colonne sonore
- 1945, musica di film per Oradour-sur- Glane (éditions Caucia, Paris 1945)
- 1949, musica di film per La Bataille di la vie

## Altro
- 1947, Fantaisie concertante in fa minore per violoncello e orchestra